# 王寓 (前燕)
王 寓（おう ぐう、生没年不詳）は、五胡十六国時代の前燕の人物。新興郡の出身。

## 生涯
鮮卑慕容部の大人慕容皝に仕え、督護に任じられていた。
咸和9年（334年）12月、慕容皝に反乱を起こしていた慕容仁は派兵して新昌を攻めた。新昌を守っていた王寓はこれを撃退した。
咸康3年（337年）9月、慕容皝は文武諸官の編成を行い、王寓は太僕に任じられた。
長史に任じられた。
咸康8年（342年）11月、燕王慕容皝は自ら4万の兵を率いて高句麗を攻めた。慕容皝は建威将軍慕容翰・平狄将軍慕容覇を前鋒として南道を通り、王寓は1万5千の兵を率いて北道を通った。北道で高句麗軍と戦ったが全敗したため、南道で勝利を収めていた慕容皝らは追撃ができなかった。
これ以後の事績は、史書に記されていない。